# 2,3-Dihidro-2,3-dihidroksibenzoat dehidrogenaza
2,3-Dihidro-2,3-dihidroksibenzoat dehidrogenaza (EC 1.3.1.28, 2,3-DHB dehidrogenaza, 2,3-dihidro-2,3-dihidroksibenzoat:+ oksidoreduktaza) je enzim sa sistematskim imenom (2S,3S)-2,3-dihidro-2,3-dihidroksibenzoat:+ oksidoreduktaza. Ovaj enzim katalizuje sledeću hemijsku reakciju
()-2,3-dihidro-2,3-dihidroksibenzoat + + {\displaystyle \rightleftharpoons } 2,3-dihidroksibenzoat + NADH + H+

## Literatura
- Nicholas C. Price; Lewis Stevens (1999). Fundamentals of Enzymology: The Cell and Molecular Biology of Catalytic Proteins (Third изд.). USA: Oxford University Press. ISBN 019850229X.
- Eric J. Toone (2006). Advances in Enzymology and Related Areas of Molecular Biology, Protein Evolution (Volume 75 изд.). Wiley-Interscience. ISBN 0471205036.
- Branden C; Tooze J. Introduction to Protein Structure. New York, NY: Garland Publishing. ISBN 0-8153-2305-0.
- Irwin H. Segel. Enzyme Kinetics: Behavior and Analysis of Rapid Equilibrium and Steady-State Enzyme Systems (Book 44 изд.). Wiley Classics Library. ISBN 0471303097.

## Spoljašnje veze
- 2,3-dihydro-2,3-dihydroxybenzoate+dehydrogenase на 